# Рафаел Анхел Барето Кастильо
Проф. д-р Рафаел Анхел Барето Кастильо (на испански: Rafael Ángel Barreto Castillo; р. 24 октомври 1927 г.) е венецуелски лекар, учен и дипломат.
Той е посланик на Венецуела в България от 2006 г.
Доктор Кастильо е лекар-хирург, професор в катедра „Медицинска патология II“ от 1958 г. в Централния университет на Венецуела в нейната столица Каракас.